# Championnats d'Europe d'athlétisme en salle 1979
Navigation
Les 10e Championnats d'Europe d'athlétisme en salle se sont déroulés les 24 et 25 février 1979 à la Ferry-Dusika-Halle de Vienne, en Autriche. 19 épreuves figurent au programme (11 masculines et 8 féminines).

## Résultats

### Hommes
| Épreuves         | Or                                 | Argent                                | Bronze                                 |
| 60 m             | Marian Woronin (POL) 6 s 57        | Leszek Dunecki (POL) 6 s 62           | Petar Petrov (BUL) 6 s 63              |
| 400 m            | Karel Kolář (TCH) 46 s 21          | Stefano Malinverni (ITA) 46 s 59      | Horia Toboc (ROU) 46 s 86              |
| 800 m            | Antonio Páez (ESP) 1 min 47 s 4    | Binko Kolev (BUL) 1 min 47 s 8        | András Paróczai (HUN) 1 min 48 s 2     |
| 1 500 m          | Eamonn Coghlan (IRL) 3 min 41 s 8  | Thomas Wessinghage (FRG) 3 min 42 s 2 | John Robson (GBR) 3 min 42 s 8         |
| 3 000 m          | Markus Ryffel (SUI) 7 min 44 s 43  | Christoph Herle (FRG) 7 min 45 s 44   | Aleksandr Fedotkin (URS) 7 min 45 s 50 |
| 60 mètres haies  | Thomas Munkelt (GDR) 7 s 59        | Arto Bryggare (FIN) 7 s 67            | Eduard Pereverzev (URS) 7 s 70         |
| Saut en hauteur  | Vladimir Yashchenko (URS) 2,26 m   | Gennadiy Belkov (URS) 2,26 m          | André Schneider (FRG) 2,24 m           |
| Saut à la perche | Władysław Kozakiewicz (POL) 5,58 m | Konstantin Volkov (URS) 5,45 m        | Vladimir Trofimenko (URS) 5,45 m       |
| Saut en longueur | Vladimir Tsepelyov (URS) 7,88 m    | Valeriy Podluzhniy (URS) 7,86 m       | Lutz Franke (GDR) 7,80 m               |
| Triple saut      | Gennadiy Valyukevich (URS) 17,02 m | Anatoli Piskouline (URS) 16,97 m      | Jaak Uudmäe (URS) 16,91 m              |
| Lancer du poids  | Reijo Ståhlberg (FIN) 20,47 m      | Geoff Capes (GBR) 20,23 m             | Vladimir Kiselyov (URS) 20,01 m        |

### Femmes
| Épreuves         | Or                                   | Argent                              | Bronze                              |
| 60 m             | Marlies Göhr (GDR) 7 s 16            | Marita Koch (GDR) 7 s 19            | Lyudmila Storozhkova (URS) 7 s 22   |
| 400 m            | Verona Elder (GBR) 51 s 80           | Jarmila Kratochvílová (TCH) 51 s 81 | Karoline Käfer (AUT) 51 s 90        |
| 800 m            | Nikolina Shtereva (BUL) 2 min 02 s 6 | Anita Weiß (GDR) 2 min 02 s 9       | Fita Lovin (ROU) 2 min 03 s 1       |
| 1 500 m          | Natalia Mărăşescu (ROU) 4 min 03 s 5 | Zamira Zaytseva (URS) 4 min 03 s 9  | Svetlana Guskova (URS) 4 min 07 s 4 |
| 60 mètres haies  | Danuta Perka (POL) 7 s 95            | Grażyna Rabsztyn (POL) 8 s 00       | Nina Morgulina (URS) 8 s 09         |
| Saut en hauteur  | Andrea Mátay (HUN) 1,92 m            | Urszula Kielan (POL) 1,85 m         | Ulrike Meyfarth (FRG) 1,80 m        |
| Saut en longueur | Siegrun Siegl (GDR) 6,70 m           | Jarmila Nygrýnová (TCH) 6,42 m      | Lena Johansson (SWE) 6,27 m         |
| Lancer du poids  | Ilona Slupianek (GDR) 21,01 m        | Marianne Adam (GDR) 20,11 m         | Judy Oakes (GBR) 15,66 m            |

## Tableau des médailles
| Rang | Nation               | Or | Argent | Bronze | Total |
| ---- | -------------------- | -- | ------ | ------ | ----- |
| 1    | Allemagne de l'Est   | 4  | 3      | 1      | 8     |
| 2    | Union soviétique     | 3  | 5      | 8      | 16    |
| 3    | Pologne              | 3  | 3      | 0      | 6     |
| 4    | Tchécoslovaquie      | 1  | 2      | 0      | 3     |
| 5    | Royaume-Uni          | 1  | 1      | 2      | 4     |
| 6    | Bulgarie             | 1  | 1      | 1      | 3     |
| 7    | Finlande             | 1  | 1      | 0      | 2     |
| 8    | Roumanie             | 1  | 0      | 2      | 3     |
| 9    | Hongrie              | 1  | 0      | 1      | 2     |
| 10   | Espagne              | 1  | 0      | 0      | 1     |
| 10   | Irlande              | 1  | 0      | 0      | 1     |
| 10   | Suisse               | 1  | 0      | 0      | 1     |
| 13   | Allemagne de l'Ouest | 0  | 2      | 2      | 4     |
| 14   | Italie               | 0  | 1      | 0      | 1     |
| 15   | Suède                | 0  | 0      | 1      | 1     |
| 15   | Autriche             | 0  | 0      | 1      | 1     |